# リミット -My Beautiful Bride-
『リミット -My Beautifl Bride-』(りみっと まい びゅーてぃふる ぶらいど、原題:아름다운 나의 신부、英題:My Beautiful Bride)は、2015年に韓国のOCNで放送されたテレビドラマ。

## 概要
『リミット -My Beautifl Bride-』は、失踪した愛する婚約者を平凡な銀行員が、闇金業者を裏で牛耳る組織"影"をも敵にまわして捜索するノアール・アクションドラマであり、一途に愛を貫く純愛ドラマである。失踪した婚約者を探す銀行員キム･ドヒョン役をキム・ムヨルが、ドヒョンと一緒に婚約者を探す刑事チャ･ユンミ役をイ・シヨンが、失踪するドヒョンの婚約者ユン･ジュヨン役をコ・ソンヒがそれぞれ演じている。
日本におけるタイトルは、2016年TSUTAYAでの先行レンタル時やBS日テレなどの放送時には『リミット -My Beautiful Bride-』とされており、FODやGYAO!などのVOD配信の際には原題の和訳である『美しい私の花嫁』となっている。

## あらすじ
平凡な銀行員キム・ドヒョンは、美しい恋人ユン・ジュヨンにプロポーズし、ジュヨンから承諾の返事をもらう。幸せな2人の生活が待っていると思われた矢先に、ジュヨンが失踪する。同じ頃、3年前に闇金関連の事件で収監されていたソン・ハスクが出所する。ドヒョンは思案の上、警察に失踪届を提出するがちゃんとした対応をされないまま帰路につく。失踪事件専門班チーム長のチャ・ユンミが届出の状況をみにいくと、失踪したジュヨンはハスクの摘発につながる情報の提供者であった。ドヒョンは独自にジュヨンの行方を捜しはじめるが、その矢先自分の乗用車の荷物室にハスクの死体があり、居合わせたユンミからも疑いの目を向けられる。ユンミは捜査をすすめる中で、ハスクの殺害はドヒョンとは別人と考えるようになる。ドヒョンが独自に捜索していると、既の所でジュヨンの行方がわからなくなるなど、邪魔が入ってしまう。ユンミは過去の"影"に関する捜査資料を洗い出していると、一部の資料がなくなっていることに気づき警察内に"影"への内通者がいるとの疑いを深める。ドヒョンはユンミの協力を得て、闇金業者を裏で牛耳る組織"影"と対決しながらジュヨンの行方を捜す。

## 登場人物
キム・ドヒョン
演 : キム・ムヨル - 平凡な銀行員。失踪した婚約者を探すため鬼神となる。
チャ・ユンミ
演 : イ・シヨン - 失踪事件専門班チーム長。最初は疑いの目でみていたが、和解しドヒョンと協力して、失踪した婚約者ジュヨンの捜索にあたる。
ユン・ジュヨン / ユン・ジュヒ
演 : コ・ソンヒ - ドヒョンの婚約者。ミステリアスな女性。父親の借金で、苦しんだ過去がある。
ソ・ジンギ / イ・ギス
演 : リュ・スンス - 建設会社理事であり、カン会長の座を狙っている野心家。
パク・ヒョンシク
演 : パク・ヘジュン - ユンミの恋人。江南警察署勤務。"影"との関係に悩む。
カン会長
演 : ソン・ジョンハク - 明洞の金融業者。
パク・テギュ
演 : チョ・ハンチョル - セリョ建設の部長。闇金融会社の社長。
ソン・ハスク
演 : イ・ジェヨン - 闇金業者を裏で牛耳る組織"影"のボスとして、3年前検挙される。現在、出所している。
イ・ジンスク
演 : イ・スンヨン - 刺身料理店店主。仁川でジュヨンを匿っていた。
ムン・インスク
演 : キム・ボヨン - ドヒョンの母。大手法律事務所の共同代表。
イ・ジャンホ
演 - ユン・ジノ - ハスクの右腕。ハスク殺害の真相を知っている。
チェ・マンホ
演 - キム・ミンサン - ドヒョンの上司。ある会社に不正融資をしている疑いがある。
チャンガプ
演 - パク・インベ - ジンギの右腕の殺し屋。無口で残忍な行動派。
キム秘書
演 - チェ・ビョンモ - 自身の野心を胸に秘めながら、カン会長に忠誠を誓い冷静沈着に任務をこなす。
シム・ハンジュ
演 - キム・ソンフン - ドションの大学の同期で、職場の同僚。

## スタッフ
- 演出 : キム･チョルギュ
- 脚本 : ユ・ソンヨル

## 放送日程
韓国
- 第1話 : 2015/6/20
- 第2話 : 2015/6/21
- 第3話 : 2015/6/27
- 第4話 : 2015/6/28
- 第5話 : 2015/7/4
- 第6話 : 2015/7/5
- 第7話 : 2015/7/11
- 第8話 : 2015/7/12
- 第9話 : 2015/7/18
- 第10話 : 2015/7/19
- 第11話 : 2015/7/25
- 第12話 : 2015/7/26
- 第13話 : 2015/8/1
- 第14話 : 2015/8/2
- 第15話 : 2015/8/8
- 第16話 : 2015/8/9

日本
2016年TSUTAYAでの先行レンタルやBS日テレ、フジテレビTWO、BS11などで放送され、FODやGYAO!などのVOD配信されている。

## 派生作品
Original soundtrack
- 美しい私の花嫁 (2015年8月10日、Vitamin Entertainment)

| #   | タイトル                           | 作詞 | 作曲・編曲 | アーティスト        |
| --- | ---------------------------------- | ---- | ---------- | ------------------- |
| 1.  | 「美しい私の花嫁」                 |      |            |                     |
| 2.  | 「Days and Moons」                 |      |            | Elsa kopf           |
| 3.  | 「STAY」                           |      |            | Steelheart          |
| 4.  | 「eclipse」                        |      |            | パトリック ジョセフ |
| 5.  | 「break」                          |      |            |                     |
| 6.  | 「一人残された時間」               |      |            |                     |
| 7.  | 「疾走」                           |      |            |                     |
| 8.  | 「記憶の中に」                     |      |            |                     |
| 9.  | 「black tears」                    |      |            |                     |
| 10. | 「sweet memories」                 |      |            |                     |
| 11. | 「Her dark shadow」                |      |            |                     |
| 12. | 「winter sky」                     |      |            |                     |
| 13. | 「Days and Moons」(Guitar version) |      |            | ノ・ギョンファン    |